# Rollstuhlverladehilfe
Eine Rollstuhlverladehilfe oder -system eignet sich für körperbehinderte oder schwächere Autofahrer oder Beifahrer, die auf einen Rollstuhl oder eine fahrbare Gehhilfe (z. B. Rollator) angewiesen sind.
Dabei handelt es sich in der Regel um ein Gerät, das es dem Benutzer oder einer Begleitperson ermöglicht den Rollstuhl oder die Gehhilfe ohne große Kraftanstrengungen in das Fahrzeug ein- und auszuladen.

## Ausführungen
Je nach Grad der Einschränkung, des Rollstuhltyps und des Fahrzeugs kann der Rollstuhl im gefalteten oder ungefalteten Zustand verladen werden, ohne dass er auseinandergebaut wird.

### Mobile Rollstuhlverladehilfe
Rollstuhlverladegerät in Form einer aufsteckbaren Rolle, die auf die Handgriffe des zusammengefalteten Rollstuhls geschoben wird. Im ersten Schritt bringt der Benutzer den Rollstuhl am Koffer-/Laderaum in Position, faltet diesen zusammen und steckt die mobile Rollstuhlverladehilfe auf die Handgriffe. Im zweiten Schritt kippt der Benutzer den Rollstuhl so, dass dieser mit der angebrachten Rolle auf dem Boden des Koffer-/Laderaums aufliegt. Im dritten Schritt schiebt der Benutzer den Rollstuhl auf der Rolle in die gewünschte Position im Koffer-/Laderaum. Der Rollstuhl befindet sich frei Kofferraum und sollte gesondert gesichert werden. Der selbstfahrende Benutzer muss hierbei den Weg zwischen Fahrersitz und Koffer-/Laderaum selbstständig zurücklegen können.
Diese mobile Rollstuhlverladehilfe mit Rollen setzt voraus, dass der Benutzer ausreichend mobil und kräftig ist. Den Rollstuhl anzuheben und in den Kofferraum zu schieben ist meist nur für Benutzer von leichten faltbaren Rollstühlen bis 20 kg möglich.

### Seilzug-Ausleger-Hebesysteme
Rollstuhlverladegeräte in Form eines Auslegerarmes mit handbetätigtem oder elektrischem Seilzug-Hubsystem („Rollstuhlkran“) gibt es vor allem für den Kofferraum oder den Heck-Laderaum. Der zusammengefaltete oder starre Rollstuhl wird an den Haken gehängt, mit der Apparatur hochgehoben und in den Koffer-/Laderaum geschwenkt und dort abgelegt. Die Hebekapazität kann von 40 kg bis zu ca. 180 kg reichen. Der Rollstuhl befindet sich frei im Kofferraum und sollte gesondert gesichert werden. Der selbstfahrende Benutzer muss hierbei den Weg zwischen Fahrersitz und Koffer-/Laderaum selbstständig zurücklegen können.

### Hubarmsysteme

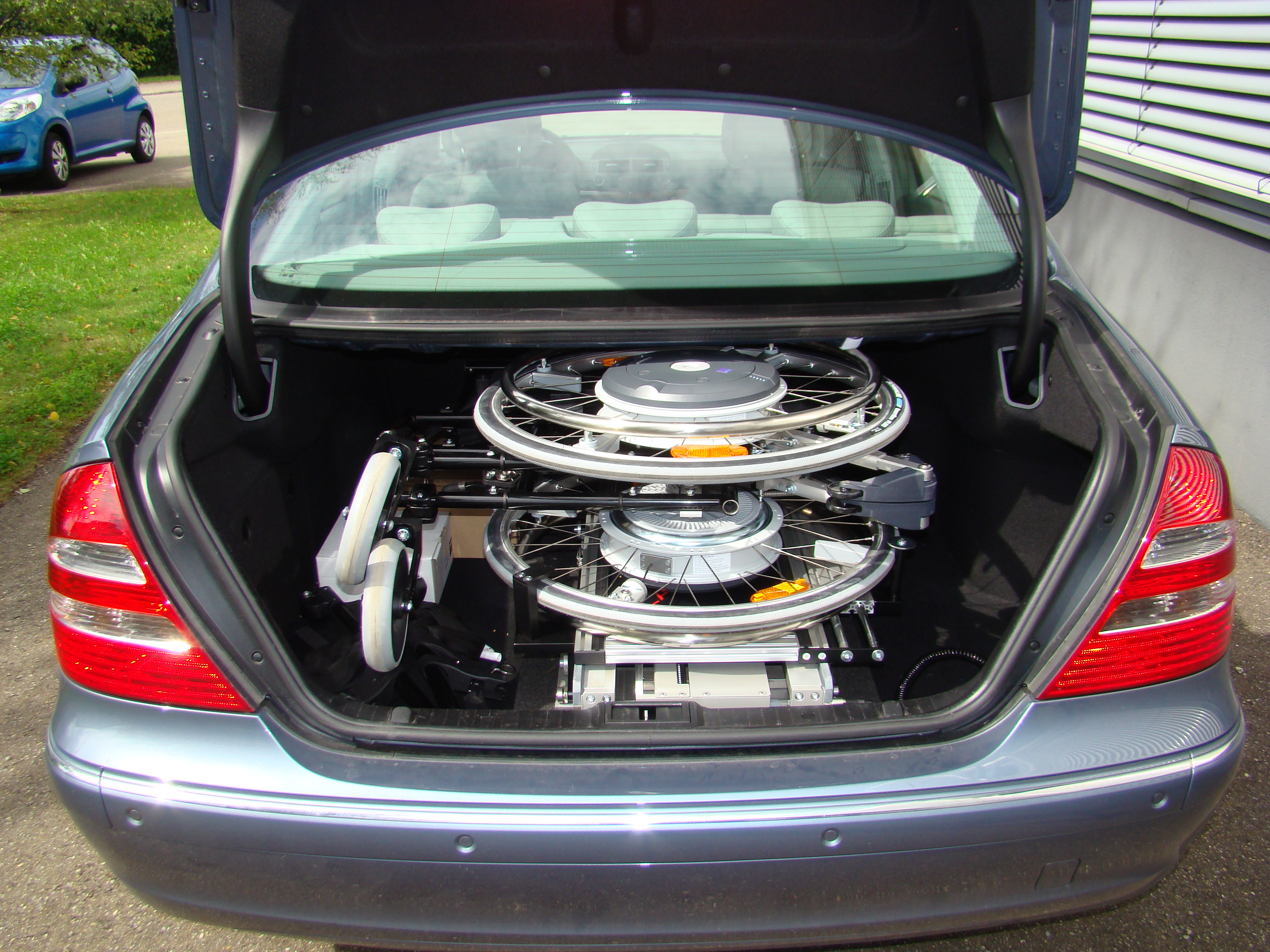
Rollstuhlverladung im Kofferraum einer Limousine

Rollstuhlverladegeräte mit einem elektrisch oder hydraulisch betätigten vertikal beweglichen Hubarm gibt es vor allem für den Kofferraum oder den Heck-Laderaum.
Der Verladevorgang mit diesem Hubarmsystem erfolgt in der Regel vollautomatisch. Der selbstfahrende Benutzer muss jedoch den Weg zwischen Fahrersitz und Koffer-/Laderaum selbstständig zurücklegen können.
Abhängig vom Fahrzeugtyp (Limousine, Kombi, Van, Transporter) gibt es verschiedene Varianten:

#### Liegende Verladung, gefaltet
Der Rollstuhl wird gefaltet, seitlich an die Verladehilfe herangefahren, an der Annahmevorrichtung befestigt, hochgehoben und schmal liegend verladen. Hierbei wird die Fläche des Kofferraums gemäß den Maßen des Rollstuhls belegt. Die benötigte Höhe richtet sich nach der Höhe der Rollstuhlverladehilfe plus Breite des Rollstuhls im gefalteten Zustand (Faltmaß). Je nach Fahrzeugmodell kann der verladene Rollstuhl unter der Kofferraumabdeckung Platz finden, sodass der Rollstuhl von außen nicht sichtbar ist.

#### Stehende Verladung, gefaltet
Der Rollstuhl wird gefaltet, mit der Rückenlehne an die Verladehilfe herangefahren, der Annahmevorrichtung befestigt, hochgehoben und schmal aufrecht verladen. Da der Rollstuhl über die Rückenlehne verladen wird, entspricht die Höhe des Rollstuhls nach dem Verladevorgang der Länge im Fahrzeug. Die Breite wird durch die Breite des Rollstuhls im gefalteten Zustand (Faltmaß) bestimmt. Diese Variante bietet vor allem bei Vans und höheren Fahrzeugen die Möglichkeit, dass ca. 2/3 des Kofferraums weiterhin nutzbar bleibt, z. B. für Gepäck, Einkäufe oder Haustier.

#### Stehende Verladung, ungefaltet
Der Rollstuhl wird nicht gefaltet, mit der Rückenlehne an die Verladehilfe herangefahren, der Annahmevorrichtung befestigt, hochgehoben und starr aufrecht verladen. Mit Starrrahmen-Rollstühlen kann diese Möglichkeit genutzt werden. Der Platzbedarf im Laderaum entspricht den Rollstuhlmaßen.

### Verladung hinter dem Fahrersitz

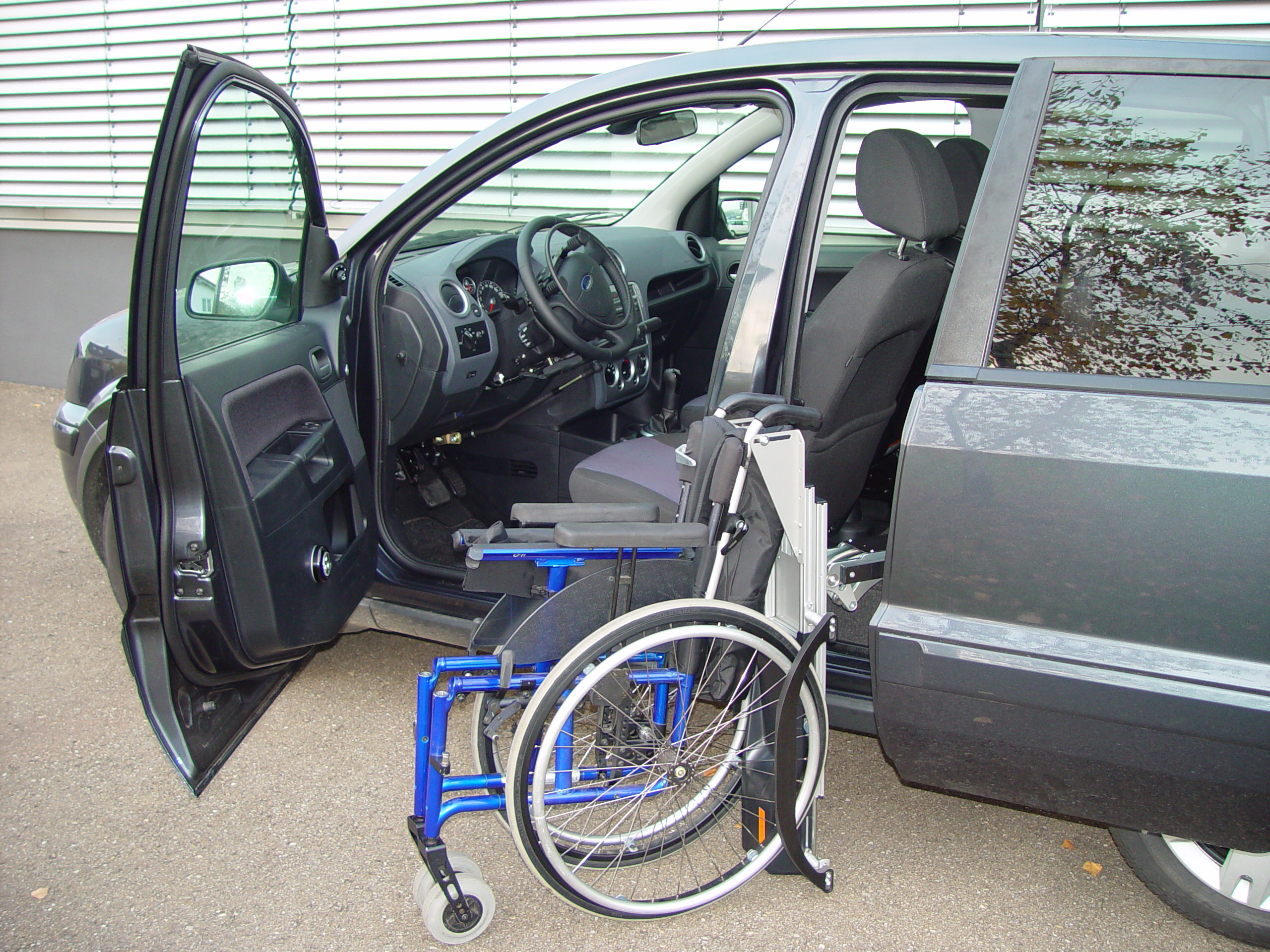
Rollstuhl griffbereit: Verladehilfe plus Schwenktür

Mit einem speziellen System kann ein zusammengefalteter Rollstuhl am Fahrersitz des PKW in eine Haltevorrichtung eingehängt und dann automatisch hinter den Fahrersitz hineingezogen werden.
Diese Verladehilfe eignet sich insbesondere für Personen, die keine oder eine sehr eingeschränkte Restgehfähigkeit besitzen, z. B. durch Querschnittlähmung oder starke Muskelschwäche.
Beim Fahrzeug wird die Tür hinter dem Fahrersitz zu einer pneumatischen Schwenktür (Schiebetür) umgebaut, die sich automatisch vor dem Verladevorgang öffnet. Der gefaltete Rollstuhl wird gut greifbar im spitzen Winkel (ca. 35°) rückseitig an die Verladehilfe angefahren. Je nach Anbieter kann eine manuelle oder automatische Fixierung zur Sicherung des Rollstuhls erfolgen. Danach wird der Rollstuhl per Knopfdruck aufgenommen und hinter den Fahrersitz transportiert. Die Türe schließt automatisch. Bei den meisten 5-türigen PKW mit einer Rücksitzreihe verbleiben drei Sitzplätze: Fahrer, Beifahrer und ein Rücksitz hinter dem Beifahrer. Bei einzelnen Fahrzeugen ist es möglich über ein Schwenkmodul einen weiteren Rücksitz zu erhalten.

### Automatisches Verladegerät für den Kofferraum
Mit einem speziellen System kann ein zusammengefalteter Rollstuhl am Fahrersitz des PKW in eine Haltevorrichtung eingehängt und dann mit einem Teleskopauslegerarm automatisch vom Fahrersitz zum Kofferraum befördert und dort eingeladen werden. Die Koffer- bzw. Laderaumklappe wird ebenfalls automatisch geschlossen bzw. geöffnet. Der Rollstuhl befindet sich frei im Kofferraum und ist nicht gesondert gesichert.

### Automatisches Verladegerät mit Dachbehälter
Mit einem speziellen System kann ein zusammengefalteter Rollstuhl am Fahrersitz oder am Beifahrersitz des PKW in eine Haltevorrichtung eingehängt und dann mit einem Teleskopauslegerarm automatisch in einen auf dem Fahrzeugdach montierten Behälter befördert und dort eingeladen werden. Dessen Klappe wird ebenfalls automatisch geschlossen bzw. geöffnet. Rollstühle mit einem Maximalgewicht bis ca. 20 kg können so verladen werden. Anhand der Maße des Dachbehälters ist diese Verladehilfe eher für Kombis geeignet. Der Innenraum des Fahrzeugs bleibt unberührt, allerdings ist der Antrieb der Verladehilfe und der Rollstuhl den entsprechenden jahreszeitlichen Temperaturschwankungen ausgesetzt.

### Auffahrrampen
Ein- bis mehrteilige Auffahrrampen bzw. Rollstuhlrampen aus Stahl oder Aluminium werden vor allem für die Verladung mit Hilfe einer Begleitpersonen verwendet, die die den Rollstuhl in das Fahrzeug schiebt und die Rampen anschließend hochklappt. Bei tiefen Fahrzeugen bzw. flachen Rampen ist es möglich, den Rollstuhl inkl. dem darinsitzenden Rollstuhlfahrer in das Fahrzeug zu schieben. Wichtig dabei, ist ein Abstand von ca. 10 cm zwischen Scheitel und Fahrzeugdach. Solche Auffahrrampen können herunterklappbar oder unten ausfahrbar am Fahrzeug montiert sein. Eine besondere Form der Auffahrrampe sind Schienen. Diese können lose zum Auflegen mitgenommen werden und können individuell in anderen Situationen genutzt werden, z. B. zum Überbrücken von Absätzen oder wenigen Treppenstufen.

### Hebebühnen

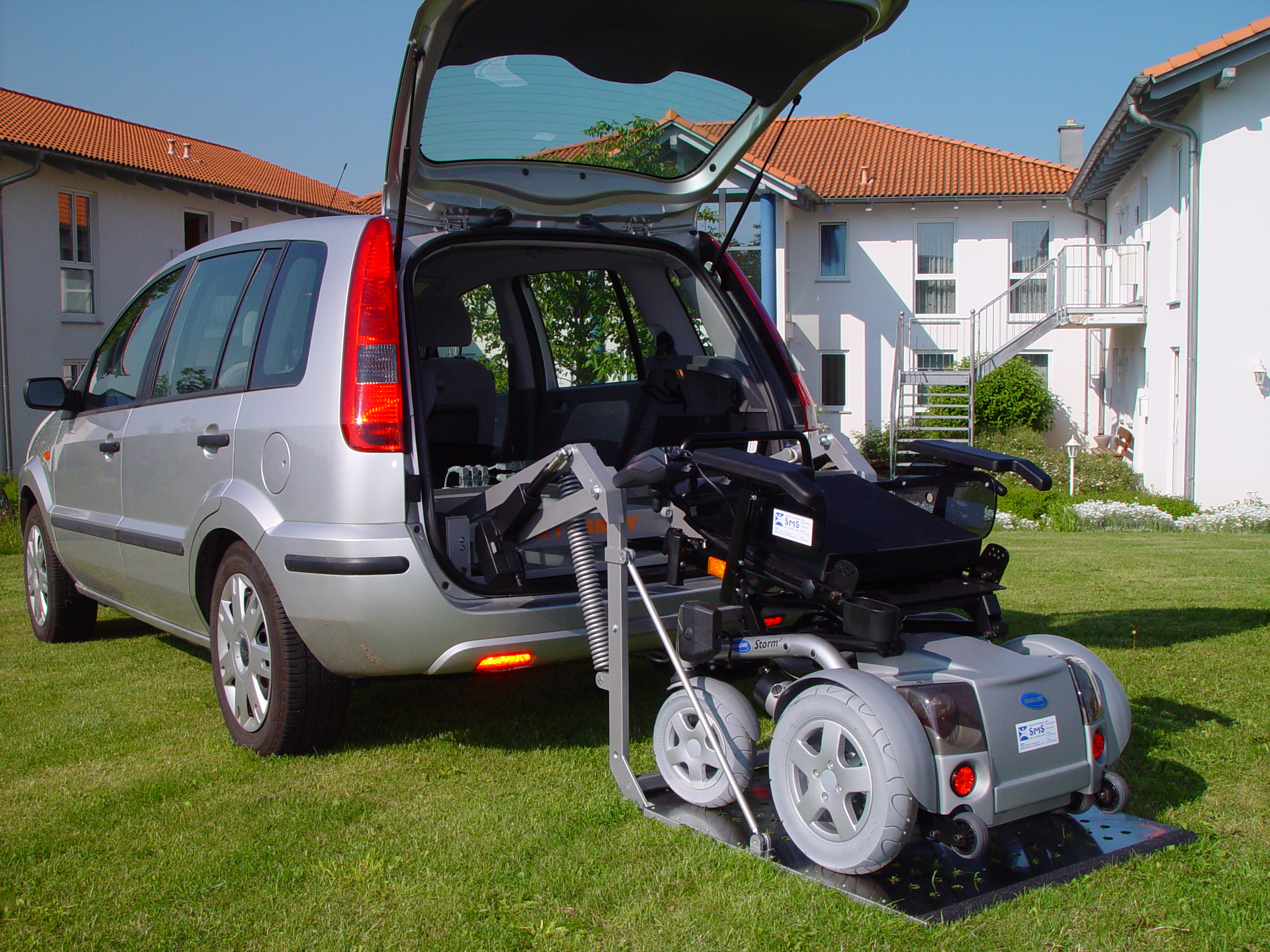
Verladehilfe für schwere oder starre Rollstühle

Ein- bis mehrteilige Auffahrrampe bzw. Rollstuhlrampe aus Stahl oder Aluminium werden vor allem für die Verladung mit Hilfe einer Begleitpersonen verwendet, die die den Rollstuhl in das Fahrzeug schiebt und die Rampen anschließend hochklappt. Bei tiefen Fahrzeugen bzw. flachen Rampen ist es möglich, den Rollstuhl inkl. dem darinsitzenden Rollstuhlfahrer in das Fahrzeug zu schieben. Wichtig dabei, ist ein Abstand von ca. 10 cm zwischen Scheitel und Fahrzeugdach. Solche Auffahrrampen können herunterklappbar oder unten ausfahrbar am Fahrzeug montiert sein. Eine besondere Form der Auffahrrampe sind Schienen. Diese können lose zum Auflegen mitgenommen werden und können individuell in anderen Situationen genutzt werden, z. B. zum Überbrücken von Absätzen oder wenigen Treppenstufen.

## Rollstuhlverladehilfen im Hilfsmittelportal von Rehadat
Das Hilfsmittelportal von Rehadat führt Geräte zur Rollstuhlverladung unter den folgenden Klassen der DIN EN ISO 9999 auf:
- 12 – Hilfsmittel für die persönliche Mobilität
  - 12 12 – Kraftfahrzeuganpassungen
    - 12 12 18 Hebegeräte am Kraftfahrzeug, um eine im Rollstuhl sitzende Person in ein Kraftfahrzeug zu heben
    - 12 12 21 Hilfsmittel zum Ein- oder Aufladen eines Rollstuhls in bzw. auf ein Kraftfahrzeug

Mobile Rampen zum Befahren mit Rollstühlen oder zum Aufladen eines Elektrorollstuhls, die auch an Kraftfahrzeugen angewendet werden können, sind unter den folgenden Klassen der DIN EN ISO 9999 aufgeführt:
- 18 – Mobiliar und Hilfen zur Wohnungs- und Gebäudeanpassung
  - 18 30 – Hilfsmittel zur Überwindung von Höhenunterschieden (z. B. Aufzüge, Hebebühnen, Rampen)
    - 18 30 15 Tragbare Rampen

## Finanzierung
Eine Finanzierungshilfe kann in Deutschland nach den Bestimmungen der Kraftfahrzeughilfe-Verordnung erfolgen.